# 王敏明
王敏明（英語：Wang Man Ming Stella，1965年9月14日—2015年4月7日），前無綫電視女藝員及舞蹈藝員。是男藝員王維德之姊。
香港1980年代盛行武俠劇，但1980年代中後期，由於一些有功夫底子的藝員如楊盼盼、黃杏秀、惠天賜等出外另謀發展，而新一代的小生花旦又因只短短接受一年培訓，只能完成較為基本的武打動作，其他的動作如一字馬、翻滾，較複雜的踢腿動作等均要龍虎武師穿上戲服代為完成，而女藝員的情況更為嚴重，所以無綫希望能力捧一些能親身完成武打動作的女藝員。最後尋找了一些有舞蹈底子，而相貌嬌俏的女藝員如王綺琴、王敏明、劉碧儀等作為力捧對像。計劃最後雖然胎死腹中，但這些女藝員也曾當紅過一段時間。
王敏明本來在無綫電視擔任舞蹈藝員，曾在多個著名歌手的MV中出現，如張國榮的monica、譚詠麟的愛情陷阱等，後來於1985年被調往戲劇組與毛舜筠演出鼓舞，後因與張兆輝及黃日華傳出緋聞而被雪藏，於1986年被著名監製蕭笙看中其舞蹈底子能勝任武打動作而推薦她出演《神劍魔刀》中容月嫦一角，並成為當年的力捧對象銀河七星之一，但由於該劇收視未如理想，所以後期只能擔任二三線的角色，最後與同是銀河七星之一的區偉麟結婚，而她已經於1993年退出演藝界並移民美國奧蘭多。
2009年3月証實患上第4期淋巴癌。2015年4月7日，王敏明因淋巴癌復發，下午6時半在聖德肋撒醫院病逝。

## 電視劇集
| 年份   | 劇集                 | 角色       |
| 1985年 | 鼓舞                 | 美真 June  |
| 1985年 | 種計                 | Cat        |
| 1986年 | 神劍魔刀             | 容月嫦     |
| 1987年 | 大班密令之死亡之旅   |            |
| 1987年 | 飲馬江湖             | 珍姐       |
| 1987年 | 大明群英             | 白玉屏     |
| 1987年 | 天狼劫               |            |
| 1988年 | 南拳蔡李佛           | 周薇薇     |
| 1988年 | 誓不低頭             |            |
| 1988年 | 七情十三篇之血網迷情 | 阿巧       |
| 1988年 | 飛躍霓裳             |            |
| 1988年 | 無名火               | Linda      |
| 1988年 | 絕代雙驕             | 易容屠嬌嬌 |
| 1988年 | 衰鬼迫人             |            |
| 1988年 | 當代男兒             | 游美麗     |
| 1988年 | 洪熙官               | 雲湘蓮     |
| 1988年 | 太平天國             | 艷芙蓉     |
| 1989年 | 上海大風暴           | 陳莉莉     |
| 1989年 | 義不容情             |            |
| 1989年 | 蓋世豪俠             | 趙虹       |
| 1989年 | 公私三文治           | Jenny      |
| 1989年 | 天涯歌女             | 珍妮       |
| 1990年 | 成功路上             |            |
| 1990年 | 烏金血劍             | 風玉蓮     |
| 1990年 | 鐵窗雄淚（電視電影） |            |

## 電影
- 《初到貴境》(1990)
- 《夢醒時份》 (1992)

## 音樂錄影帶
- 譚詠麟《愛的根源》(1984)
- 張國榮《Monica》(1984)
- 譚詠麟《愛情陷阱》(1985)

## 外部連結
- 王敏明在香港影庫上的簡介